# Shraddha
Shraddha (Sanskrit श्रद्धा śraddhā) ist ein Begriff der indischen Philosophie, der mit Glauben oder Treue übersetzt werden kann.

## Als Namensbezeichnung
In Indien ist Shraddha ein recht gebräuchlicher Mädchenvorname, der sich von der gleichnamigen Göttin ableitet. Die Göttin Shraddha war mit Dharma verheiratet und hatte mit ihm Kamadeva als Sohn.

## Bedeutung
Der Philosophiebegriff Shraddha nimmt in Schriften und Lehren des Hinduismus, des Jainismus und des Buddhismus eine wichtige Stellung ein. In der Philosophie des Vedanta beispielsweise bildet er Teil der sechs erstrebenswerten Tugenden (Shat-sampat).

## Erklärung
Shraddha sollte mit liebendem Glauben, Hingabe, Vertrauen, Zuversicht und Loyalität assoziiert werden. 
Die spirituelle Lehrerin Ammachi beschreibt Shraddha als aus Liebe geborener unablässiger Aufmerksamkeit. Als Übersetzung gibt sie das Englische awareness an, was im Deutschen als Bewusstheit wiedergegeben werden kann. Andere Autoren haben das Konzept Shraddha als Schnittmenge zwischen Glauben und Wachsamkeit beschrieben und auch Übersetzungen als Sorgfalt gehen in die gleiche Richtung. 
Sri Aurobindo sieht Shraddha als den Glauben der individuellen Seele an eine göttliche Existenz, an Weisheit, an Kraft, an Liebe und an Anmut. Sri Aurobindos Glaubensbegriff setzt sich somit deutlich gegenüber westlichen Gelehrten ab, die von einer rein materialistischen Wissenschaftsideologie geprägt sind und  Menschheitsgeschichte nur als Ergebnis eines rein evolutionären Prozesses ohne jegliche spirituelle Dimension betrachten. Sri Aurobindos tiefe Überzeugung, dass Spiritualität die Menschheit durchdringt, erklärt seinen unerschütterlichen Gottesglauben – eine Vorbedingung auf dem Weg zum Erkennen kosmischer Mysterien, die nur durch spirituelles Bewusstsein und nicht durch rationales Denken ergründet werden können. Allein durch spirituelles Bewusstsein kann sich die Menschheit bewusst werden,  wie ihre Existenz in den größeren Schöpfungsplan, der gewöhnlicher Rationalität verborgen bleibt, einzureihen ist.

## Shraddha im Hinduismus

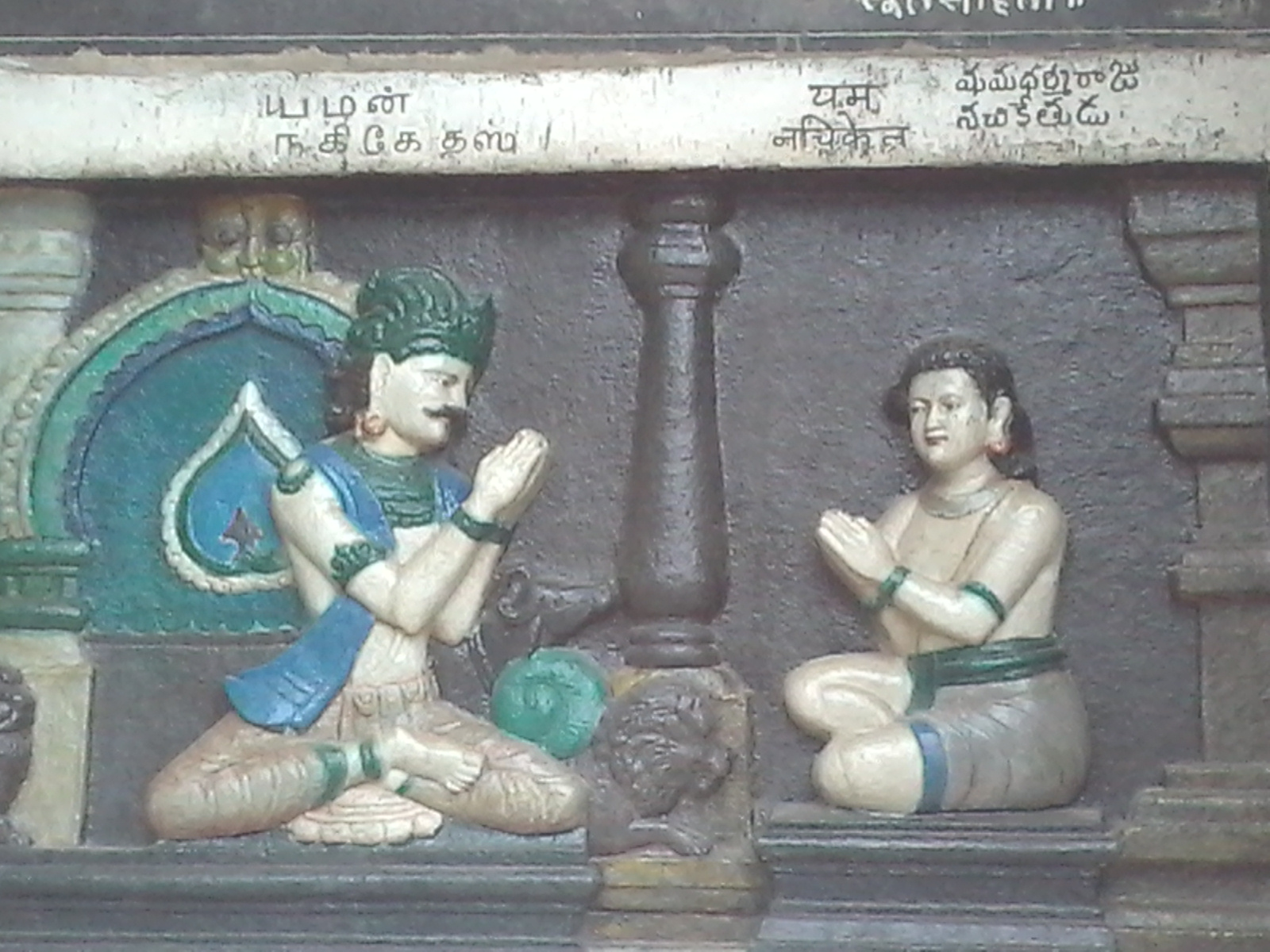
Yama unterrichtet Nachiketas in Atma Vidya

### Bhagavad Gita
In der Bhagavad Gita (Gitopanishad) erscheint der Begriff Shraddha in neun Versen: 3,31; 4,39; 6,47; 12,2; 12,20; 17,3; 17,13; 17,17; 18,71.
Im Vers 12,20 bemerkt Krishna gegenüber Arjuna:

„Ye tu dharmāmŗtam idam - yathoktaṁ paryupāsate

Śraddhadhānā   mat-paramā - bhaktās te tīva me priyāḥ“

„Wer aber dem Nektar des Dharmas folgt und völlig im Glauben darin aufgeht,

Mich zum höchsten Ziel zu machen, (ein derartiger Geweihter) liegt mir sehr am Herzen.“

Krishna betont somit in diesem Vers die Wichtigkeit von Shraddhadhana  (Glauben in sich tragend) für den spirituellen Weg.

### Katha-Upanishad
Das Prinzip des Glaubens erscheint auch in der Katha-Upanishad (Vers 1,2 und 1,13). Der von seinem Vater verfluchte Nachiketas verzagt selbst dann nicht, als er zur Behausung des Yama, dem Gott des Todes, geschickt wird und dort voller Zuversicht dessen spirituelle Unterweisungen entgegennimmt.

## Shraddha im Buddhismus
Shraddha (Pali: saddhā) bedeutet im Buddhismus, die Lehren des Buddha als wahr anzuerkennen, noch ehe ihr Wahrheitsgehalt durch die eigenen Erfahrungen bestätigt werden kann. Dieses Konzept des Glaubens ist ein wichtiger Bestandteil sämtlicher buddhistischer Traditionen, auch wenn dieser Glaube in einzelnen Schulen dann unterschiedlich ausgeprägt sein kann.

Der Begriff wird oft auch mit Zuversicht und Vertrauen übersetzt. Herkömmliche buddhistische Überlieferungen in Pali bezeugen, dass Buddha, nachdem er sich entschieden hatte, den Weg des Dharmas zu lehren, folgende Worte sprach:

„Wer Ohren hat vernehme: weit geöffnet ist das Tor für Unsterbliche. Sollen sie Glauben (saddhā) vorausschicken, um es zu erlangen.“